# PB Air
PB Air is een Thaise luchtvaartmaatschappij met haar thuisbasis in Bangkok.

## Geschiedenis
PB Air is opgericht in 1990 door Piya Bhirombhakdi. In november 2009 werd de vluchtuitvoering van PB Air stopgezet wegens financiële problemen, een maand later werd aangekondigd dat de luchtvaartmaatschappij niet heropgestart zou worden.

## Vloot
De vloot van PB Air bestond vlak voor het faillissement uit twee ATR 72-500 die geleased waren van Bangkok Airways.

## Bestemmingen
PB Air voerde in juli 2007 lijnvluchten uit naar de volgende bestemmingen.

### Binnenland
- Bangkok, Buri Ram, Lampang, Nakhon Phanom, Nan, Roi-Et, Sakon Nakhon.

### Buitenland
- Đà Nẵng